# Poimenesperus ochraceus
Poimenesperus ochraceus là một loài bọ cánh cứng trong họ Cerambycidae.